# Brydan Klein
Brydan Klein (Perth, 31 de diciembre de 1989) es un tenista profesional australiano nacionalizado británico.

## Carrera
Su ranking más alto a nivel individual fue el puesto N.º 169, alcanzado el 28 de septiembre del 2015. A nivel de dobles alcanzó el puesto N.º 118 el 18 de marzo de 2013.
Ha ganado hasta el momento 4 títulos de la categoría ATP Challenger Series, uno de ellos en individuales y los tres restantes en la modalidad de dobles.

### Copa Davis
En el año 2009 fue participante del Equipo de Copa Davis de Reino Unido con un récord de partidos ganados/perdidos de 0-1 en total (0-1 en individuales y 0-0 en dobles).

### 2009
El 2 de febrero de 2009 ganó su primer título en la categoría ATP Challenger Series. En Australia ganó el título del Challenger de Burnie derrotando en la final al esloveno Grega Žemlja por un marcador de un doble 6-3.

### 2012
Durante este año ganó dos títulos en la modalidad de dobles. Ambos títulos fueron en Italia, ambos en el mes de julio y ambos junto al australiano Dane Propoggia como compañero de dupla. A inicios de julio ganó el Challenger de San Benedetto y derrotaron en la final a los italianos Stefano Ianni y Gianluca Naso por 3-6, 6-4, 12-10. Y más tarde finalizando el mismo mes el Challenger de Recanati derrotando en la final a los croatas Marin Draganja y Dino Marcan por 7-5, 2-6, 14-12.

### 2013
Durante el mes de febrero obtuvo su tercer título en dobles, cuarto de la categoría ATP Challenger Series. Fue en su país natal, Australia, durante el Challenger de Sídney. Nuevamente su compañero de dupla fue el australiano Dane Propoggia y derrotaron en la final a los australianos Alex Bolt y Nick Kyrgios por 6-4, 4-6, 11-9.

## Títulos; 4 (1 + 3)
| Leyenda                     | Individuales | Dobles |
| --------------------------- | ------------ | ------ |
| Grand Slam                  | 0            | 0      |
| ATP World Tour Finals       | 0            | 0      |
| ATP World Tour Másters 1000 | 0            | 0      |
| ATP World Tour 500 Series   | 0            | 0      |
| ATP World Tour 250 Series   | 0            | 0      |
| ATP Challenger Series       | 1            | 3      |

### Individuales
| N.º | Fecha      | Torneo               | Superficie | Oponente en la final | Resultado |
| --- | ---------- | -------------------- | ---------- | -------------------- | --------- |
| 1.  | 02.02.2009 | Challenger de Burnie | Dura       | Grega Žemlja         | 6-3, 6-3  |

### Dobles
| No. | Fecha      | Torneo                      | Superficie    | Pareja         | Rival en la final           | Resultado       |
| --- | ---------- | --------------------------- | ------------- | -------------- | --------------------------- | --------------- |
| 1.  | 09.07.2012 | Challenger de San Benedetto | Tierra batida | Dane Propoggia | Stefano Ianni Gianluca Naso | 3-6, 6-4, 12-10 |
| 2.  | 16.07.2012 | Challenger de Recanati      | Dura          | Dane Propoggia | Marin Draganja Dino Marcan  | 7-5, 2-6, 14-12 |
| 3.  | 25.02.2013 | Challenger de Sidney        | Dura          | Dane Propoggia | Alex Bolt Nick Kyrgios      | 6-4, 4-6, 11-9  |